# 1881
| 1881                             |
| -------------------------------- |
| Dødsfald - Fødsler               |
| • Begivenheder • Politik • Sport |

| Gregoriansk kalender | 1881 MDCCCLXXXI         |
| Ab urbe condita      | 2634                    |
| Armensk kalender     | 1330 ԹՎ ՌՅԼ             |
| Kinesiske kalender   | 4577 – 4578 庚辰 – 辛巳 |
| Etiopisk kalender    | 1873 – 1874             |
| Jødisk kalender      | 5641 – 5642             |
| Hindukalendere       |                         |
| - Vikram Samvat      | 1936 – 1937             |
| - Shaka Samvat       | 1803 – 1804             |
| - Kali Yuga          | 4982 – 4983             |
| Iransk kalender      | 1259 – 1260             |
| Islamisk kalender    | 1298 – 1299             |

Konge i Danmark: Christian 9. 1863-1906
Se også 1881 (tal)

## Begivenheder

### Marts
- 2. marts – Zar Alexander 2. af Rusland dræbes ved bombeattentat.
- 12. marts – Frankrig okkuperer Tunesien
- 26. marts - Fyrstedømmet Rumænien udråbes til kongerige, og Karl 1. krones til konge i Bukarest

### April
- 5. april – Storbritannien anerkender den Sydafrikanske Republik
- 18. april - Naturhistorisk Museum i London åbnes

### Maj
- 12. maj - Tunis bliver fransk protektorat

### Juli
- 2. juli – James A. Garfield, nytiltrådt amerikansk præsident, bliver offer for attentat begået af Charles J. Guiteau

### September
- 19. september - USA's 20. præsident James A. Garfield dør af sine skudsår

### Oktober
- 11. oktober - Rullefilm til kameraer bliver patenteret af D.H. Houston fra Cambria i Wisconsin, USA
- 17. oktober – Christen Berg stifter Dagbladet Holstebro-Struer
- 26. oktober - Skudduellen ved O.K. Corral: Den mest berømte skudduel i ”Det Vilde Vesten” i USA finder sted, da Earp-brødrene Wyatt, Morgan og Virgil sammen med John ”Doc” Holliday sætter en stopper for Clanton-banden.
- 27. oktober - Tyskland afholder parlamentsvalg

## Født
- 15. februar – Holger Tornøe, dansk arkitekt og stifter af FDF (død 1967).
- 26. februar – Janus Djurhuus, færøsk digter (død 1948).
- 12. marts – Kemal Atatürk, tyrkisk reformator og landets første præsident (død 1938).
- 25. marts – Béla Bartók, ungarsk komponist, musiketnolog og pianist (død 1945).
- 29. april  - Mozart Lindberg, københavnsk kriminel (død 1975).
- 11. september – Asta Nielsen, dansk stumfilmstjerne (død 1972).
- 15. september – Ettore Arco Isidoro Bugatti, italiensk bildesigner, grundlægger af Bugatti (død 1947)
- 18. oktober - Pelham Grenville Wodehouse. engelsk forfatter (død 1975)
- 25. oktober – Pablo Picasso, spansk kunstmaler (død 1973).
- 29. oktober - Alma Johansson, svensk missionær (død 1974).
- 11. november – Julius Hartmann, dansk fysiker (død 1951).
- 28. november – Stefan Zweig, østrigsk forfatter. Han dør i landflygtighed i 1942.
- 8. december – Anna Henriques-Nielsen, dansk skuespiller (død 1962).
- 8. december – Gerda Ploug Sarp, dansk maler og tegner (død 1968).

## Dødsfald
- 5. januar – Dobbeltmorderen Rasmus Mørke henrettes på Klejtrup Hede (1½ mil fra Hobro)
- 9. februar – Fjodor Mikhajlovitj Dostojevskij, russisk forfatter. 59 år.
- 28. marts – Modest Mussorgskij, russisk komponist.
- 28. maj – Harald Brix, dansk socialistleder og redaktør.
- 14. juli - Billy the Kid, berømt og berygtet forbryder (født 1859)
- 19. september – James A. Garfield, amerikansk præsident (født 1831)

## Videnskab
- Louis Pasteur opdager en vaccine for miltbrand
- 6. august – fødes Alexander Fleming (d. 1955)
- Natural History Museum åbner i the Waterhouse building i London.